# Kloster der Unbeschuhten Karmeliten (Brüssel)

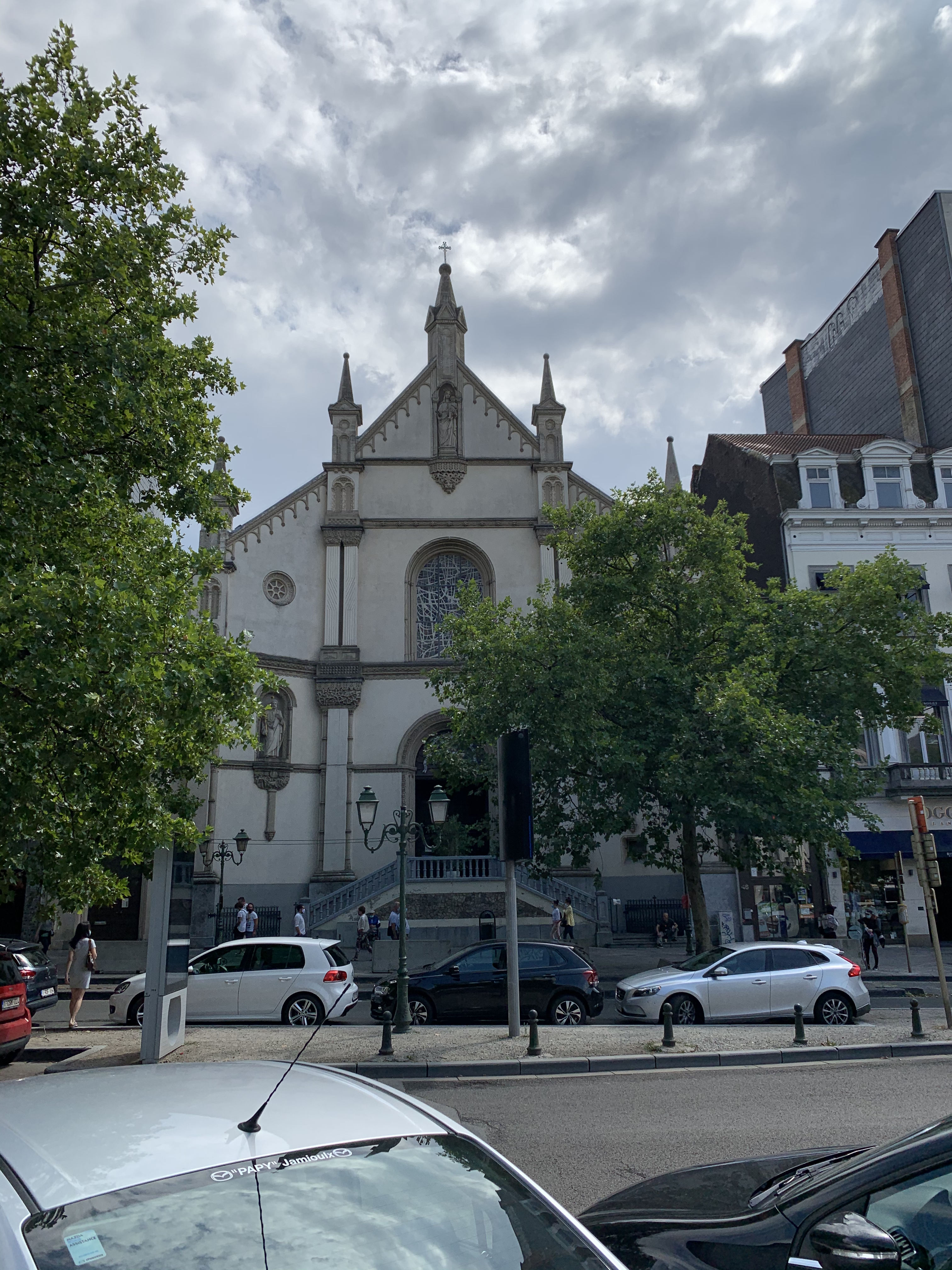
Die Klosterkirche an der Gulden-Vlieslaan 44–45.

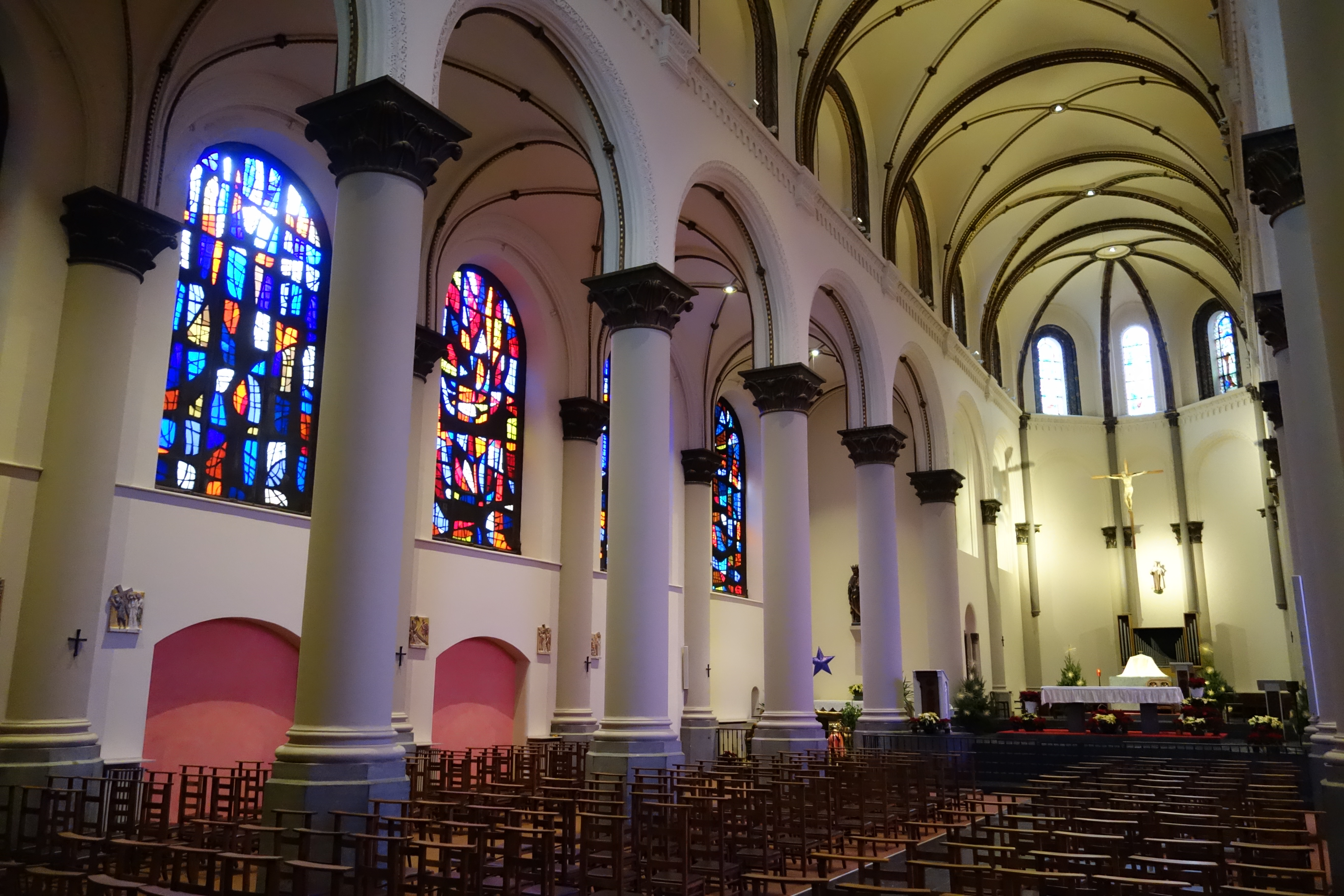
Die Klosterkirche an der Gulden-Vlieslaan 44-45.

Das Kloster der Unbeschuhten Karmeliten befindet sich heute an der Gulden-Vlieslaan 44–45 in Brüssel. Ein Vorgängerbau der Unbeschuhten Karmeliten bestand von 1610 bis 1796 an der Karmelietstraat.

## Vorgängerbau an der Karmelietstraat

### Geschichte

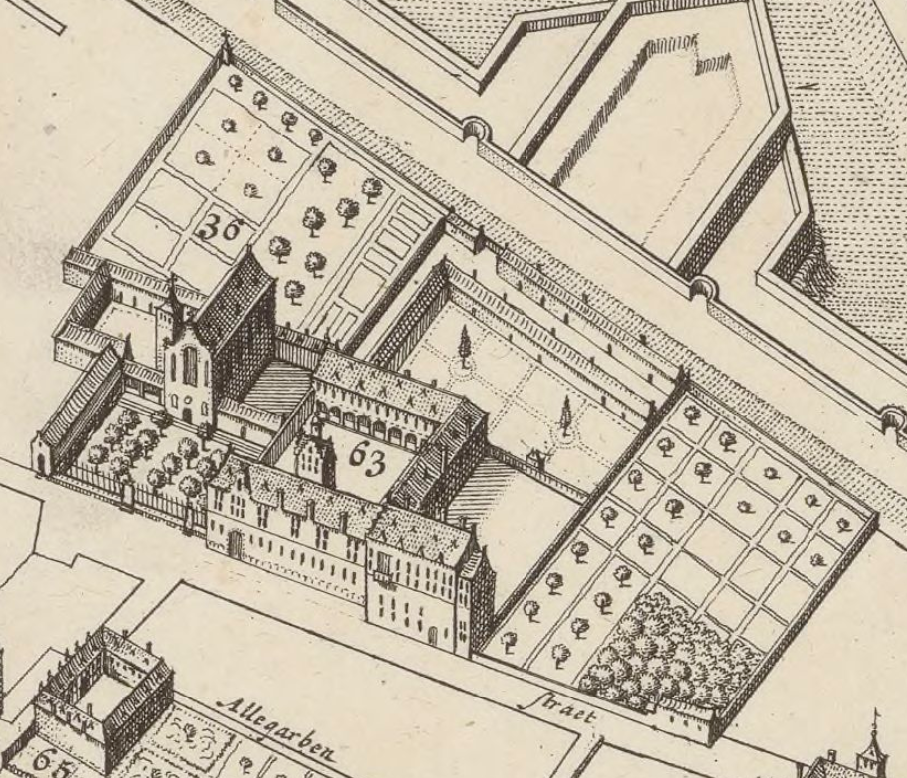
Das Kloster an der Karmelietstraat bis 1695.

1585 fiel die Brüsseler Republik und die Stadt gehörte zu den Spanischen Niederlanden. 1610 wurde auf Anordnung der Erzherzogin Isabella Clara Eugenia von Spanien, Infantin und Statthalterin der spanischen Niederlande ein Kloster der Unbeschuhten Karmeliten an der Stelle, an der bis 1568 der Hof von Culemborg gestanden hatte, erbaut. Im Kloster erfolgte der Eidverbund der Adligen. Die Kirche wurde im Oktober 1614 geweiht. Sie wurde von Adligen wie Spinola, von Alexandre de Croy, Herzog von Havré, dem Polen Refradosky sowie von Maria de Cardenas, Witwe des Ernst von Arenberg und Prinzessin von Chimay finanziert. Am 4. November 1796 wurden die Unbeschuhten Karmeliten vertrieben und 1811 wurde ihr Kloster abgebrochen. 1815 wurde dort das Karmelitergefängnis errichtet, in dem auch Paul Verlaine inhaftiert war. In den Jahren von 1886 bis 1907 entstand dort die Prinz-Albert-Kaserne. Ende der 1970er Jahre wurden auch die meisten dieser Kasernen bis auf das ehemalige Offizierskasino abgerissen. Auf dem ehemaligen Kasernengelände entstand 2009 das Wohngebiet Passacaille.

### Ausstattung
In der Klosterkirche an der Karmelietstraat hing das Gemälde Die Himmelfahrt des Malers Rubens. Heute befindet es sich im königlichen Museum der Schönen Künste.
Für den Hauptaltar wurde bei Rubens das Gemälde Transverberation der Theresa bestellt. 1940 ging das Gemälde während des Zweiten Weltkrieges verloren. Der Maler François Deroy hatte davon 1758 eine Abbildung geschaffen. In der Klosterkirche befanden sich die Grabmäler der Familien Arenberg und Bournonville. Dort wurde 1741 auch der französische Dichter Jean-Baptiste Rousseau bestattet.

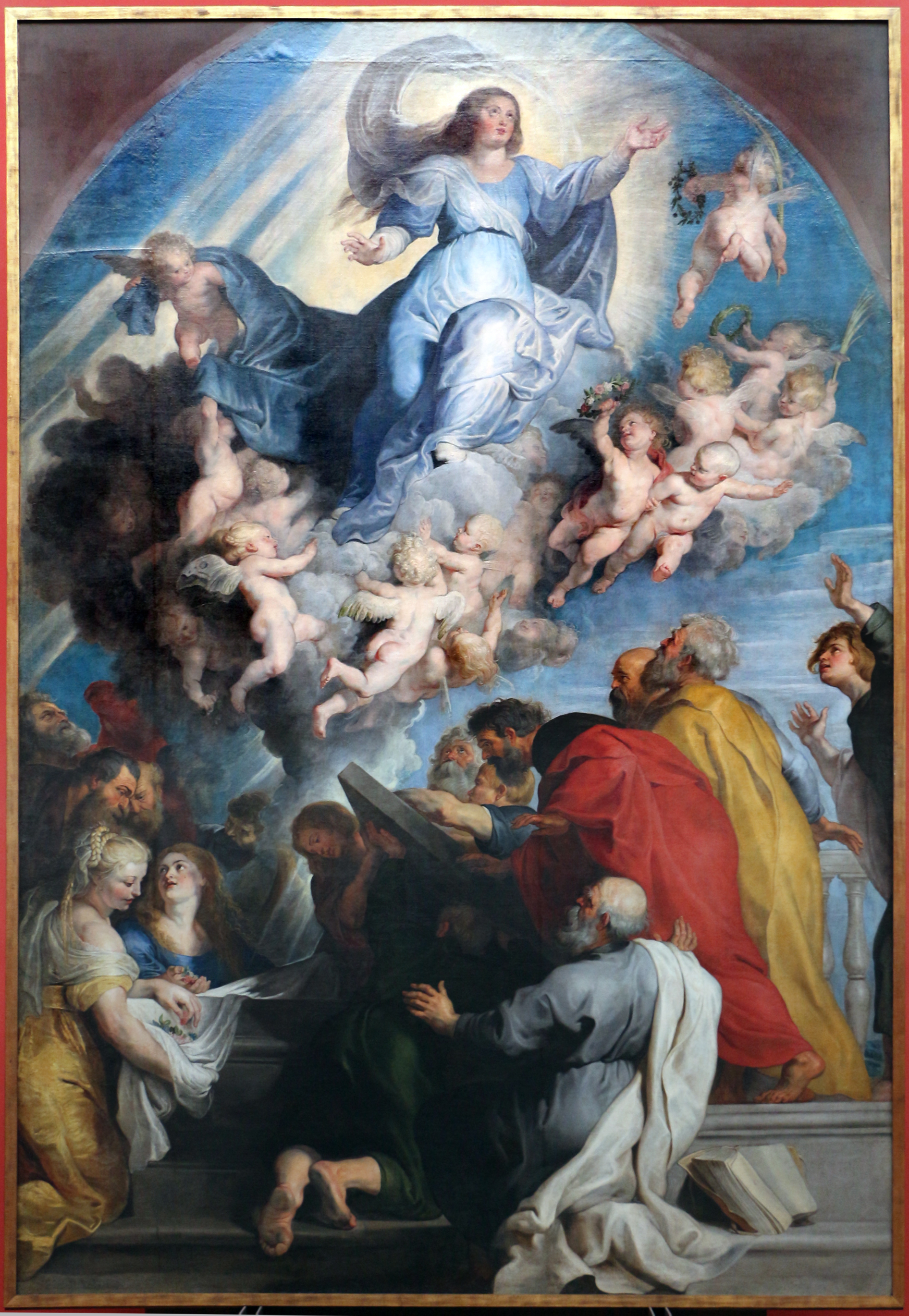
Die Himmelfahrt von Rubens
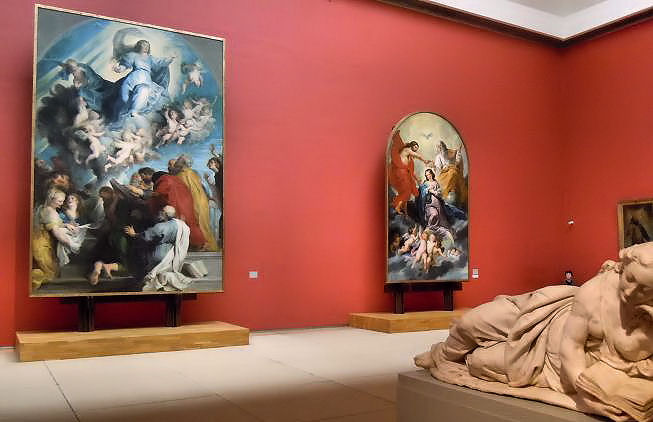
Die Himmelfahrt von Rubens im königlichen Museum der Schönen Künste.
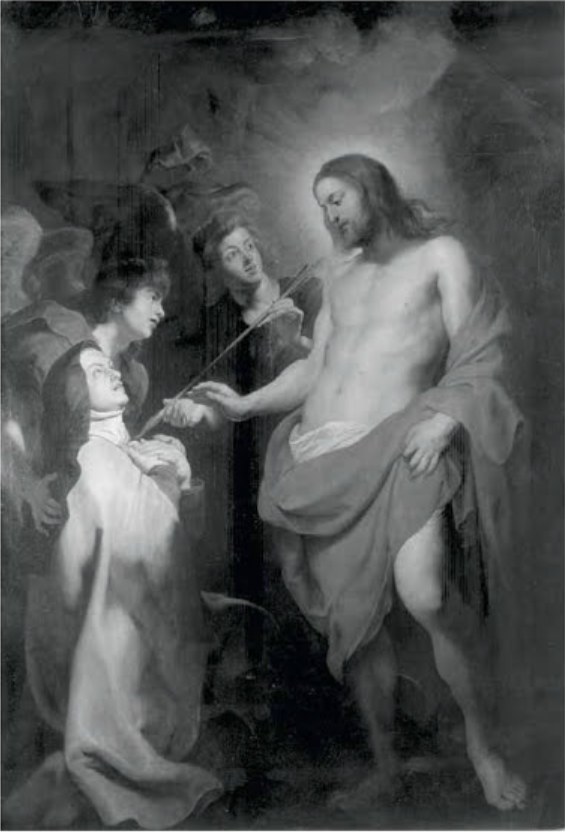
Transverberation der Theresa von Rubens

## Neubau an der Gulden-Vlieslaan 44–45
Ein Neubau im Stil der Neogotik entstand an der Gulden-Vlieslaan 44–45 in den Jahren 1861–1875 nach Entwürfen der Architekten Menge, Appelmans sowie Pierre Cuypers. Die Fassade wird von drei Statuen geschmückt. In der Mitte befindet sich die Figur der Maria vom Berge Karmel, die Seitenteile zeigen die Figuren der Heiligen Josef (links) und Teresa (rechts). Statuen derselben Heiligen befinden sich in der Kirche. Die Orgel wurde von Merklin-Schütze geschaffen.

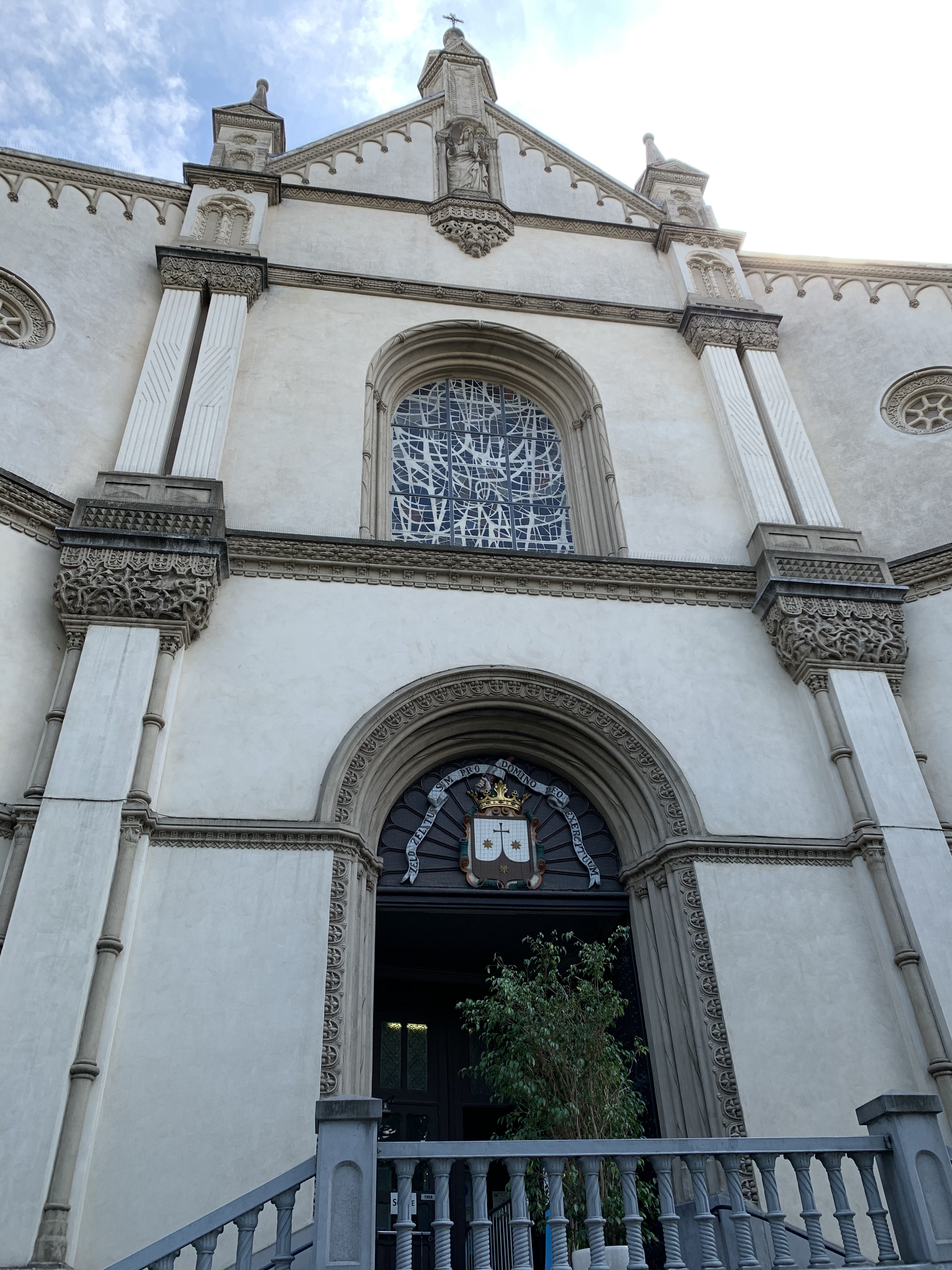
Figur der Maria vom Berge Karmel an der Fassade (oben)
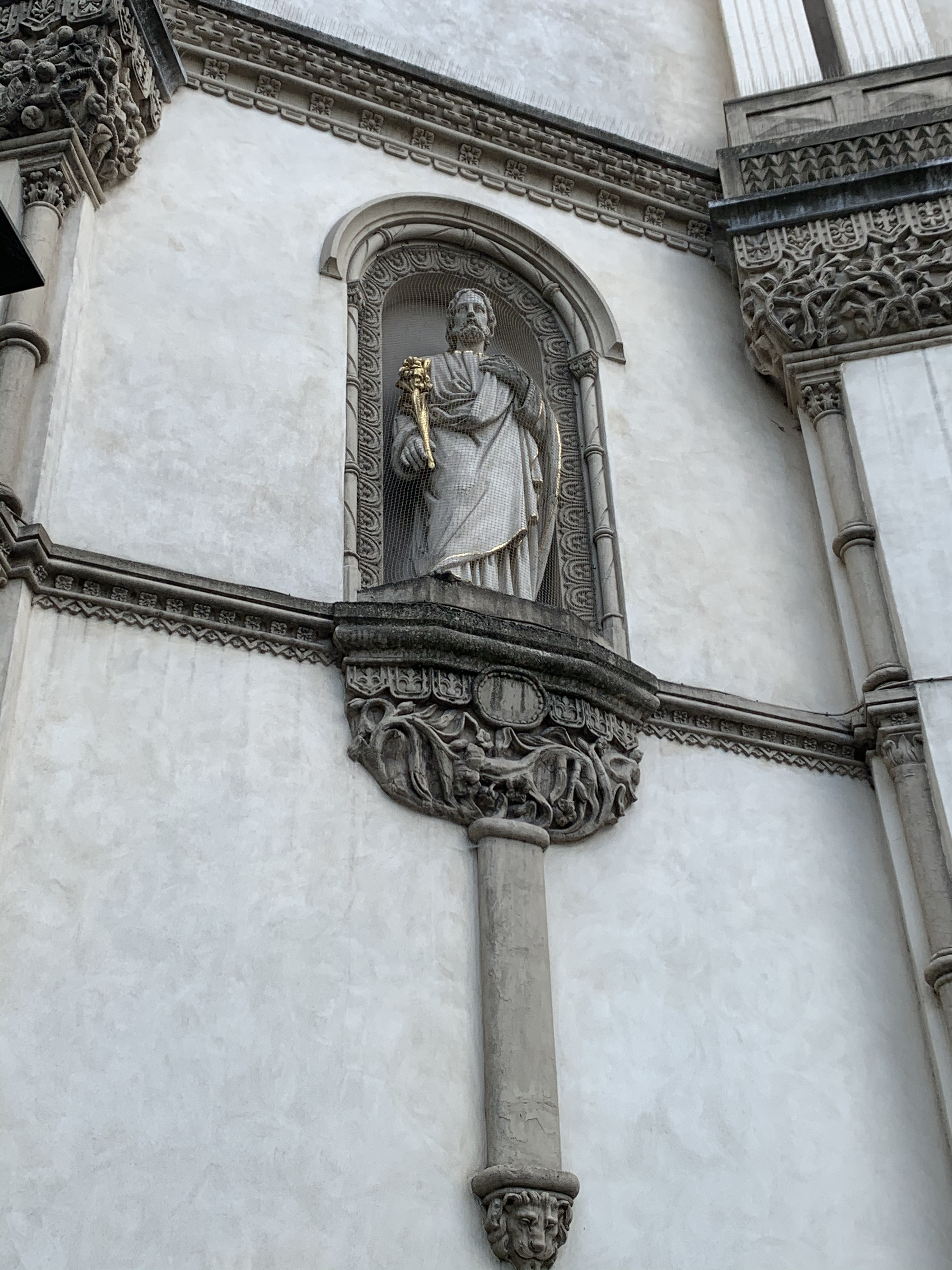
Figur des Heiligen Josef an der Fassade
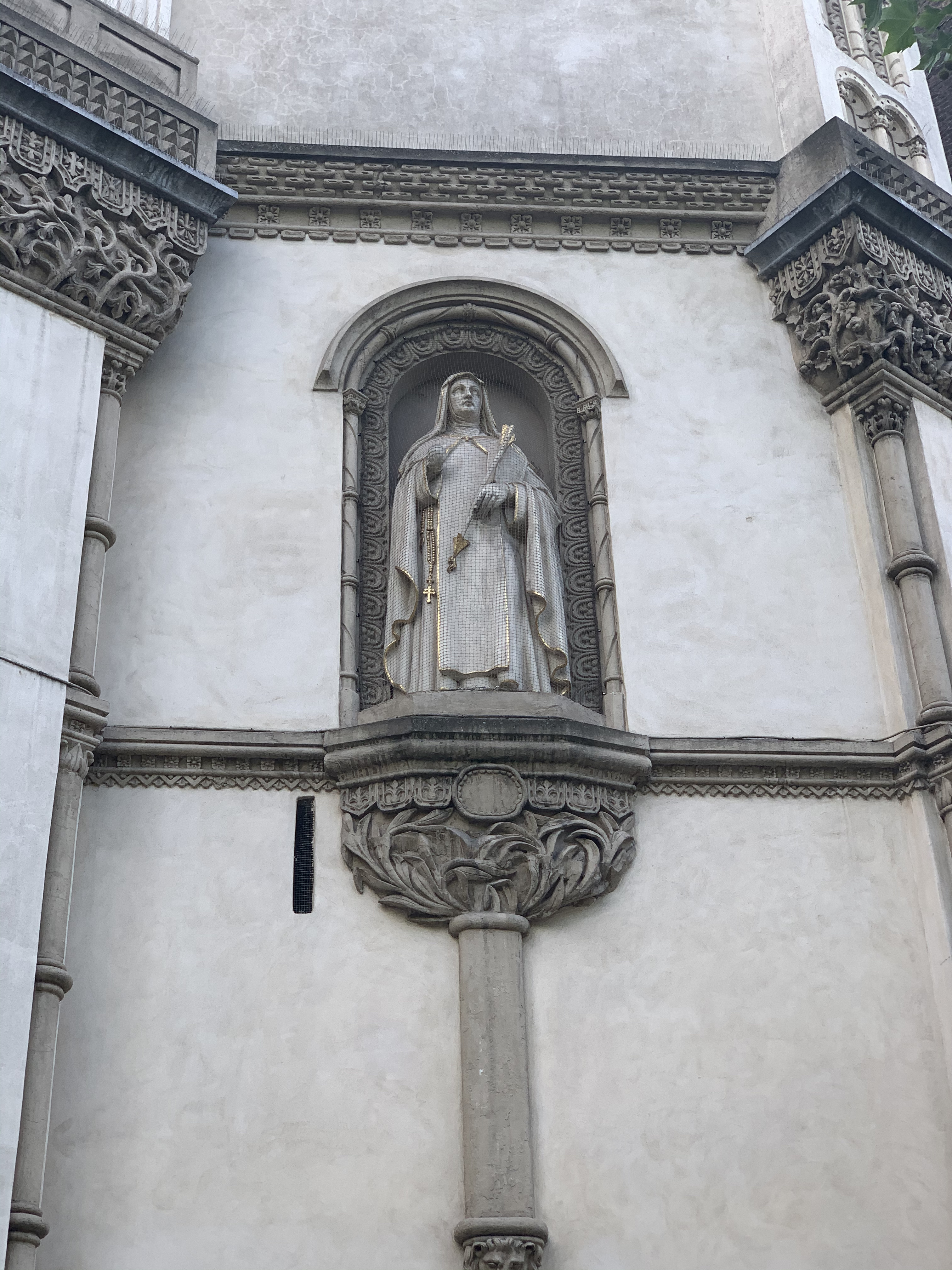
Figur der Heiligen  Teresa an der Fassade
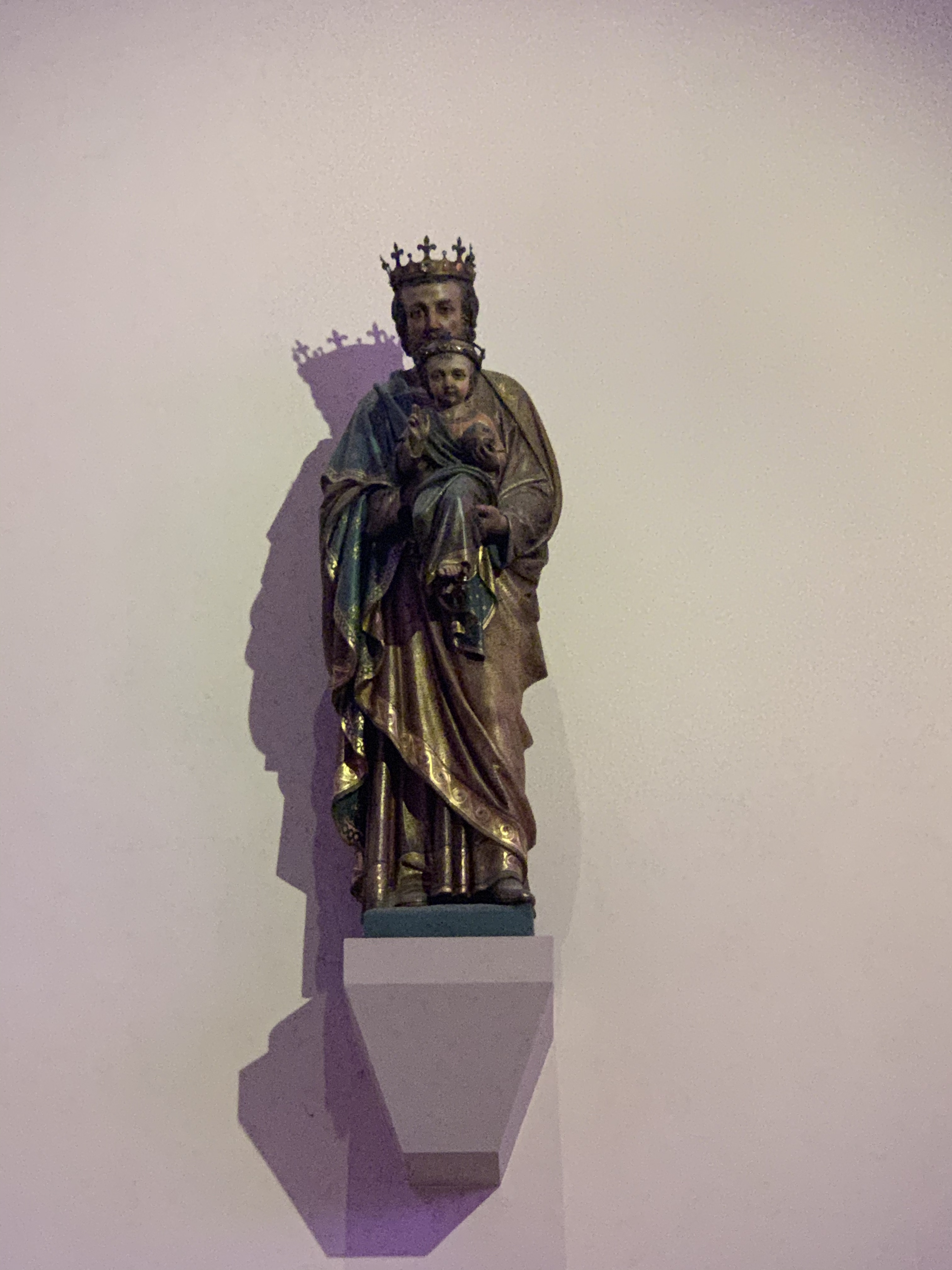
Figur des Heiligen Josef in der Kirche
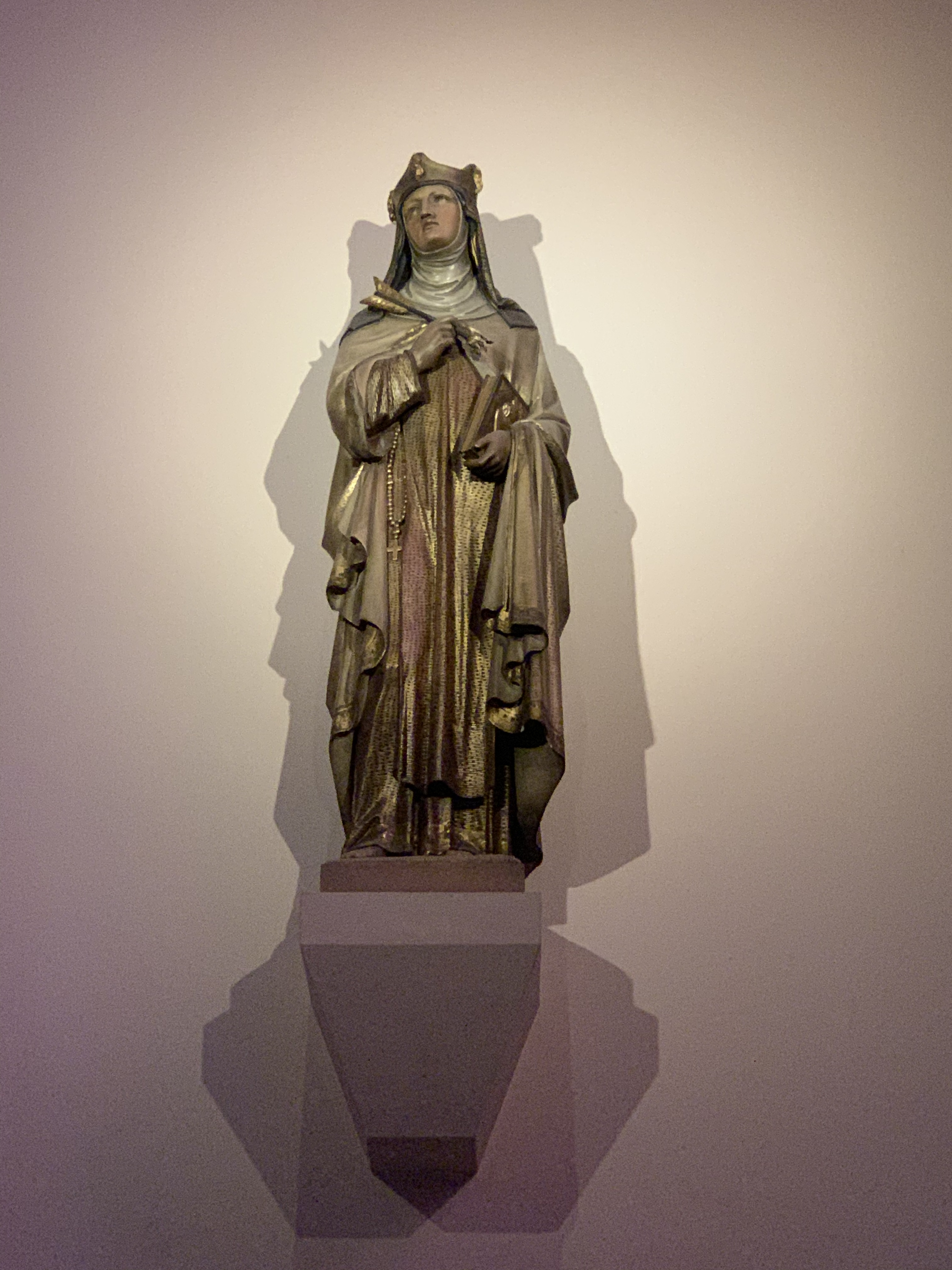
Figur der Heiligen  Teresa in der Kirche
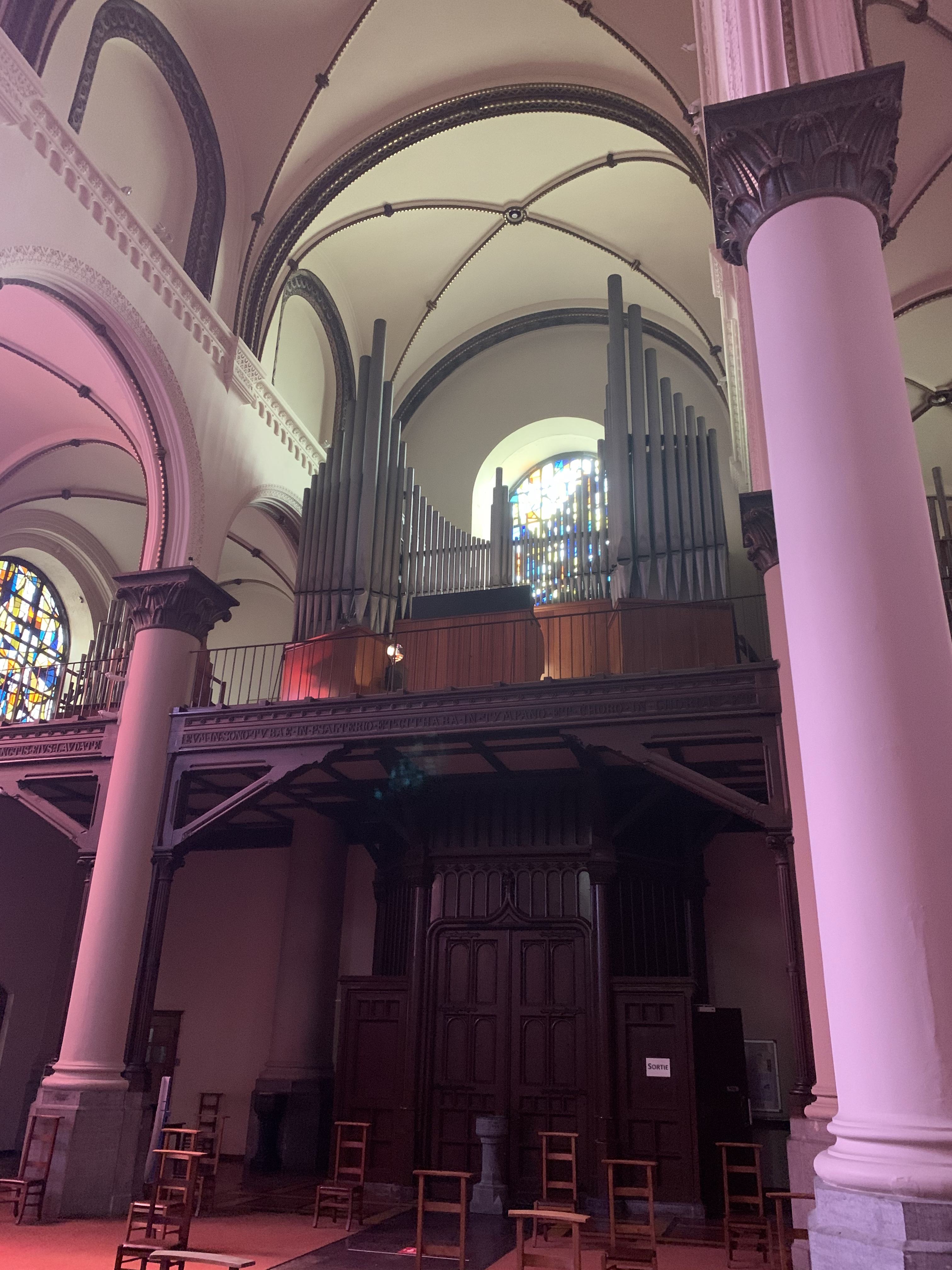
Orgel von Merklin-Schütze